# خوان دي أورتيغا
خوان دي أورتيغا (بالإسبانية: Juan de Ortega)‏ هو رياضياتي إسباني، ولد في 1480 في بالنثيا في إسبانيا، وتوفي في 1568.